# Вулиця Валерія Залужного (Конотоп)
Вулиця Валерія Залужного — вулиця міста Конотоп Сумської області.

## Розташування
Пролягає від вулиці Деповська до вулиці Щасливої.

## Назва
Названа на честь українського генерала, головнокомандувача Збройних сил України Валерія Залужного.

## Історія
Перша відома назва — 3-й провулок Деповської. Існував, як один з провулків вулиці Деповської.
З 29 вересня 1954 року — вулиця Тургенєва.
З 16 лютого 2023 року — вулиця Валерія Залужного.

## Пам'ятки історії
На вулиці Валерія Залужного розташована пам'ятка історії — Місце страти німецькими окупантами 3 000 жителів міста (1996 рік).